# Labeo alluaudi
Labeo alluaudi is een  straalvinnige vissensoort uit de familie van de eigenlijke karpers (Cyprinidae). De wetenschappelijke naam van de soort is voor het eerst geldig gepubliceerd in 1933 door Jacques Pellegrin.
De soort staat op de Rode Lijst van de IUCN als Bedreigd, beoordelingsjaar 2006.